# Nacho Quintana
Ignacio Quintana Navarro (Seseña, Toledo, 23 de febrero de 2001), más conocido como Nacho Quintana, es un futbolista español que juega en la demarcación de centrocampista para el CD Eldense de la Segunda División de España.

## Biografía
Tras formarse como futbolista en las categorías inferiores del Atlético de Madrid, se marchó a la disciplina del Sevilla FC para jugar en el filial. Finalmente en 2020 debutó con el segundo equipo el 18 de octubre de 2020 contra el UCAM Murcia CF, encuentro que ganó por 0-1 el equipo murciano. El 6 de enero de 2022 debutó con el primer equipo en Copa del Rey contra el Real Zaragoza en un partido con victoria por 0-2.
En la temporada 2023-24 fichó por dos temporadas con el C.D. Lugo.

## Clubes
Actualizado al último partido disputado el 25 de mayo de 2024.
| Club             | País   | Año       | Partidos | Goles |
| ---------------- | ------ | --------- | -------- | ----- |
| Sevilla Atlético | España | 2020-2023 | 68       | 7     |
| Sevilla FC       | España | 2021-2023 | 3        | 0     |
| CD Lugo          | España | 2023-2024 | 39       | 6     |
| CD Eldense       | España | 2024-     |          |       |